# 목포 번화로 일본식 상가주택-3
목포 번화로 일본식 상가주택-3은 대한민국 전라남도 목포시에 있는 일제강점기의 건축물이다. 2018년 8월 6일 대한민국의 국가등록문화재 제718-13호로 지정되었다.

## 개요
근대기 목포 지역의 대표적 번화가이자 상업중심거리였던 번화로 일대 사거리 교차로 모퉁이에 건축된 상업거리의 흔적, 역사성, 장소성을 보여주는 상가건물로 기본적 건축형식을 유지하고 있으며, 5.18 민주화운동 당시 목포지역 지도자 안철 장로가 운영하던 동아약국 건물로도 널리 알려진 곳이다.

## 같이 보기
- 목포 근대역사문화공간

## 참고 자료
- 목포 번화로 일본식 상가주택-3 - 국가유산청 국가유산포털